# Notturno op. 37 n. 1 (Chopin)
Il Notturno op. 37 n. 1 in Sol minore è una composizione di Fryderyk Chopin scritta nel 1838.

## Storia
Delle indicazioni sulla data di composizione di questo Notturno sono state fornite dall'autore stesso che, in una lettera all'amico Julian Fontana, scrisse: «Ho un nuovo Notturno in Sol maggiore che andrà a fare il paio con l'altro in Sol minore, se lo ricordi». Per essere più preciso, riguardo al primo Notturno, Chopin pose nella lettera alcune note iniziali del pezzo; in tal modo si sa che la composizione è anteriore al 1839 e scritta quasi certamente l'anno precedente, prima che il compositore partisse per l'isola di Maiorca. L'incipit del Notturno posto sulla lettera ha anche un'altra notevole importanza poiché rivela l'indicazione agogica originale di Lento, presente anche nella prima pubblicazione di Troupenas, mentre nell'edizione tedesca, successiva, la notazione è Andante; la differenza è importante per l'interpretazione del brano, particolarmente per la parte centrale che si discosta come carattere da quella iniziale. Adolf Gutmann, amico e allievo del musicista, ricorda che la seconda sezione era suonata da Chopin in modo più andante, il che conferma l'esattezza dell'indicazione iniziale di Lento.

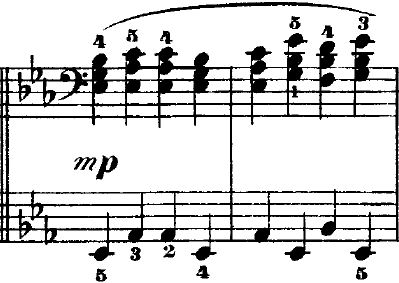
Secondo tema (corale)

## Analisi

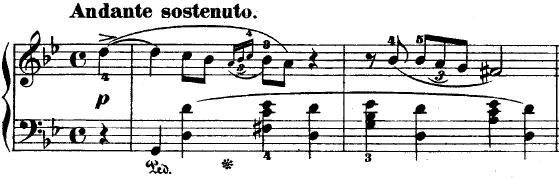
Tre battute iniziali del Notturno op. 37 n. 1

Il Notturno ha una costruzione di tipo ABA' e propone un primo tema costituito da una lunga e cantabile melodia che sembra non finire mai; questa parte introduttiva ha due aspetti, un primo di carattere ascendente e il successivo, che inizia con un trillo, più elaborato e discendente. Le sedici battute della melodia vengono ripetute, con piccolissime variazioni e arricchite da numerosi abbellimenti quali terzine, arpeggi, gruppetti, sempre però di carattere sobrio e mai di effetto.
Le prime otto battute vengono poi riproposte come passaggio di transizione alla sezione centrale che cambia totalmente aspetto e atmosfera; inaspettatamente viene proposto un corale raffinato e dalla sonorità simile a un organo, realizzato da una serie di accordi nel registro medio-basso, simili a quelli presenti nella seconda parte del Notturno op. 15  n.3, ma senza l'indicazione religioso. La sequenza di accordi va poi smorzandosi fino a una sospensione su punto coronato. Segue la ripresa, in forma accorciata, della melodia cantabile che porta quindi alla conclusione del brano nella tonalità di Sol maggiore con un lieve arpeggio. 